# Cortenstaal

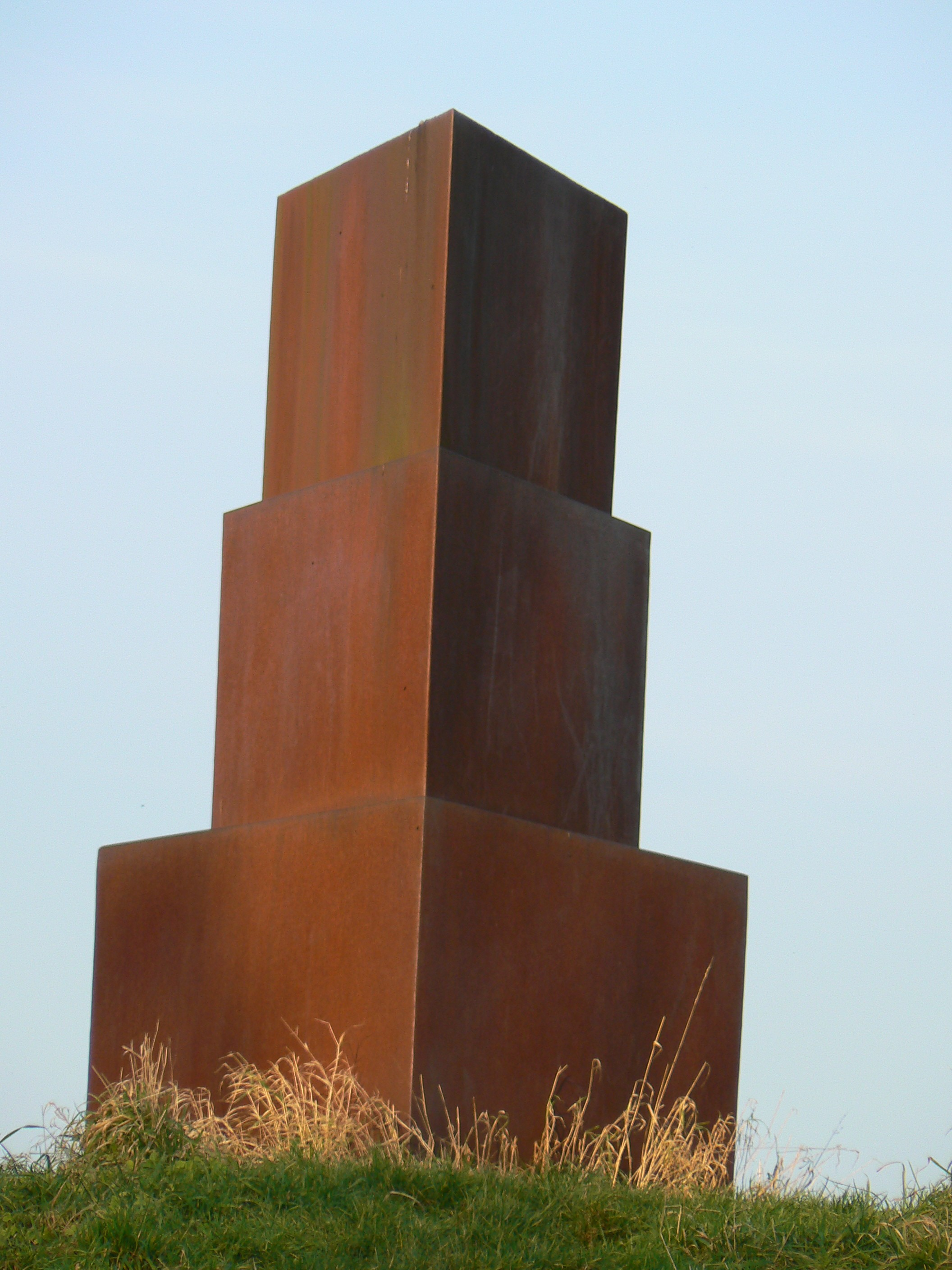
Kunstwerk in cortenstaal

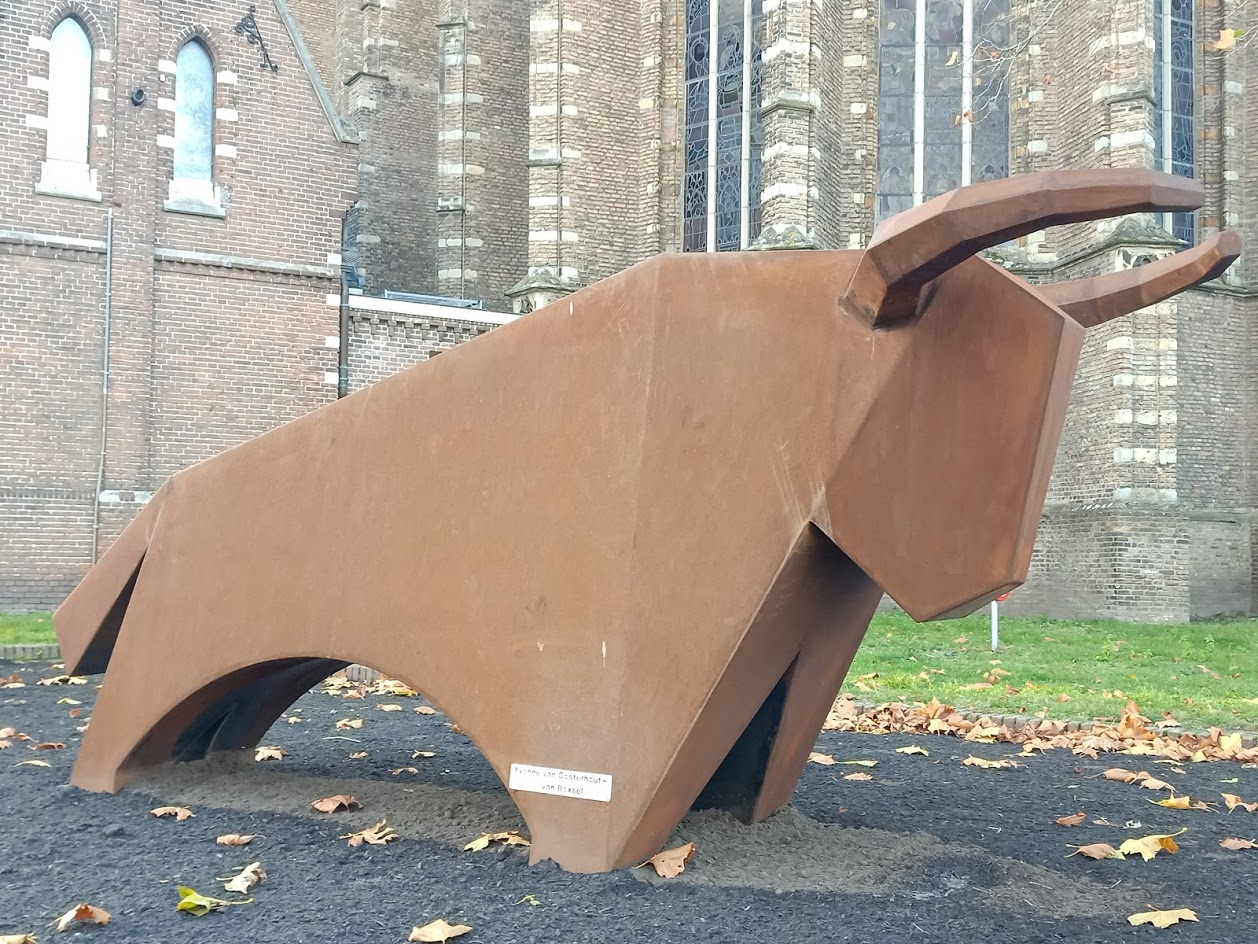
Stier vervaardigd door Yvonne van Oosterhout. Terheijden NBr.

Cortenstaal, ook bekend onder de merknaam COR-TEN-staal, is een metaallegering, bestaande uit ijzer waaraan koper, fosfor, silicium, nikkel en chroom zijn toegevoegd. De naam is een porte-manteauwoord, een samenvoeging van 'cor' van 'corrosion resistent' (corrosiebestendig) en 'ten' van 'tensile strength' (treksterkte). De treksterkte is vergelijkbaar met die van andere gelegeerde staalsoorten zoals roestvast staal, de rekenwaarde is circa 355 N/mm². Cortenstaal is een weervast staal en de bruine roestkleur is het meest typische uiterlijke kenmerk. 

## Oxidehuid

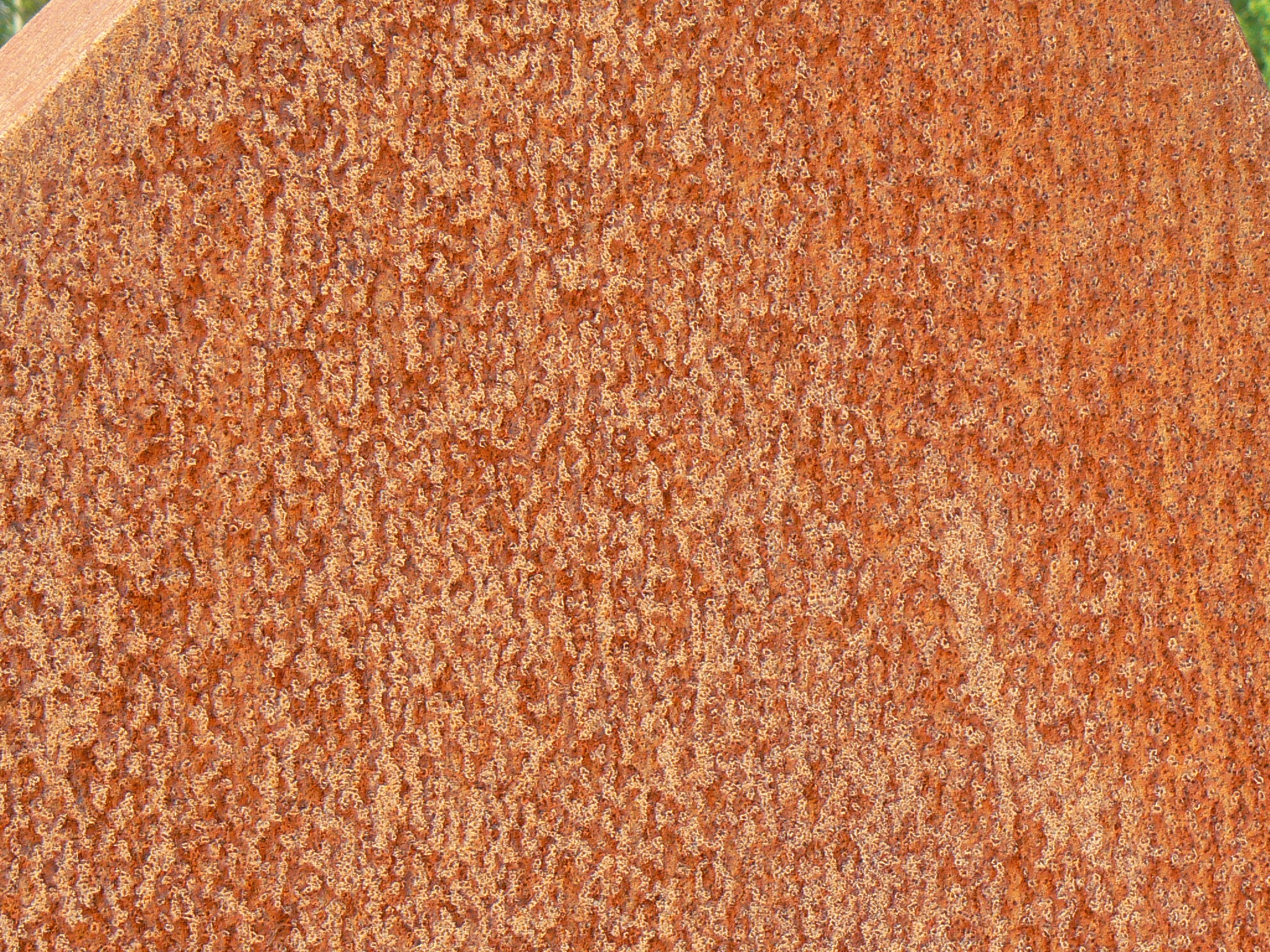
Corrosie op een sculptuur van cortenstaal na twee jaar blootstelling aan het weer

De roestkleurige en zeer dichte oxidehuid schermt het dieper liggende materiaal af van zuurstof, waardoor de oxidatie sterk vertraagd plaatsvindt, hoewel in holten die vol staan met water, de corrosie zich wel voortzet. Door de oxidehuid is het niet nodig het materiaal te schilderen.
De United States Steel Corporation raadt af cortenstaal te gebruiken voor daken en zijwanden van gebouwen en voor dunne staalplaten. Het staal blijft namelijk gevoelig voor corrosie. Dit komt doordat de oxidehuid van het staal zich opnieuw vormt nadat ze afgesleten is door bijvoorbeeld zand, stof, hagel of zelfs zure regen. Als de huid zich opnieuw ontwikkelt, wordt het onderliggende ijzer dunner en komen er op den duur gaten in de dunne platen.
Het roest van het staal kan bovendien afgeven op aangrenzende oppervlakken, zoals trottoirs. Het materiaal is ook niet bestand tegen natte bladeren of andere vegetatie; de aanwezigheid hiervan op het staal vertraagt de cycli van nat worden en opdrogen. Hierdoor wordt corrosie versneld.

## Ontwikkeling
Deze staallegering werd in 1932 in de VS gepatenteerd door de Amerikaan Byramji D. Saklatwalla en vervolgens verder ontwikkeld door de United States Steel Corp. De nieuwe staalsoort gaf men de naam COR-TEN. De geregistreerde handelsnaam is eerst door de aankoop van US Steel overgegaan naar de International Steel Group in de VS en na de fusies met Mittal Steel in 2005 en Arcelor in 2006 naar ArcelorMittal. In Europa werd cortenstaal vanaf 1959 in productie genomen door Hüttenwerke Oberhausen AG in Duitsland.
Andere merken weervast staal zijn Dillicor en Patinax.

## Normalisatie
Cortenstaal kreeg van de American Society for Testing and Materials de internationaal genormaliseerde benaming A 242 "COR-TEN A".
Nieuwere ASTM-soortbenamingen zijn A 588 "COR-TEN B" en A 606 voor voorgevormde en dunnere platen. Alle legeringen worden door de staalfabrikanten geproduceerd en toegepast.

## Toepassingen
- Architectuur: gevelbekleding
- Constructies: bruggen, hoogbouw en schoorstenen
- Scheepscontainers
- Kunst: metaalplastieken (o.a. Richard Serra, Eduardo Chillida, Ruud van de Wint)
- Scheepsbouw/offshore vanwege de corrosiebestendigheid: booreilanden
- Roeden voor windmolens
- Veelvuldig gebruikt voor plantenbakken in een stedelijke omgeving (vnl. openbare ruimte)
- Geleiderail (Compact Ecorail)

## Architectuur en civiele techniek

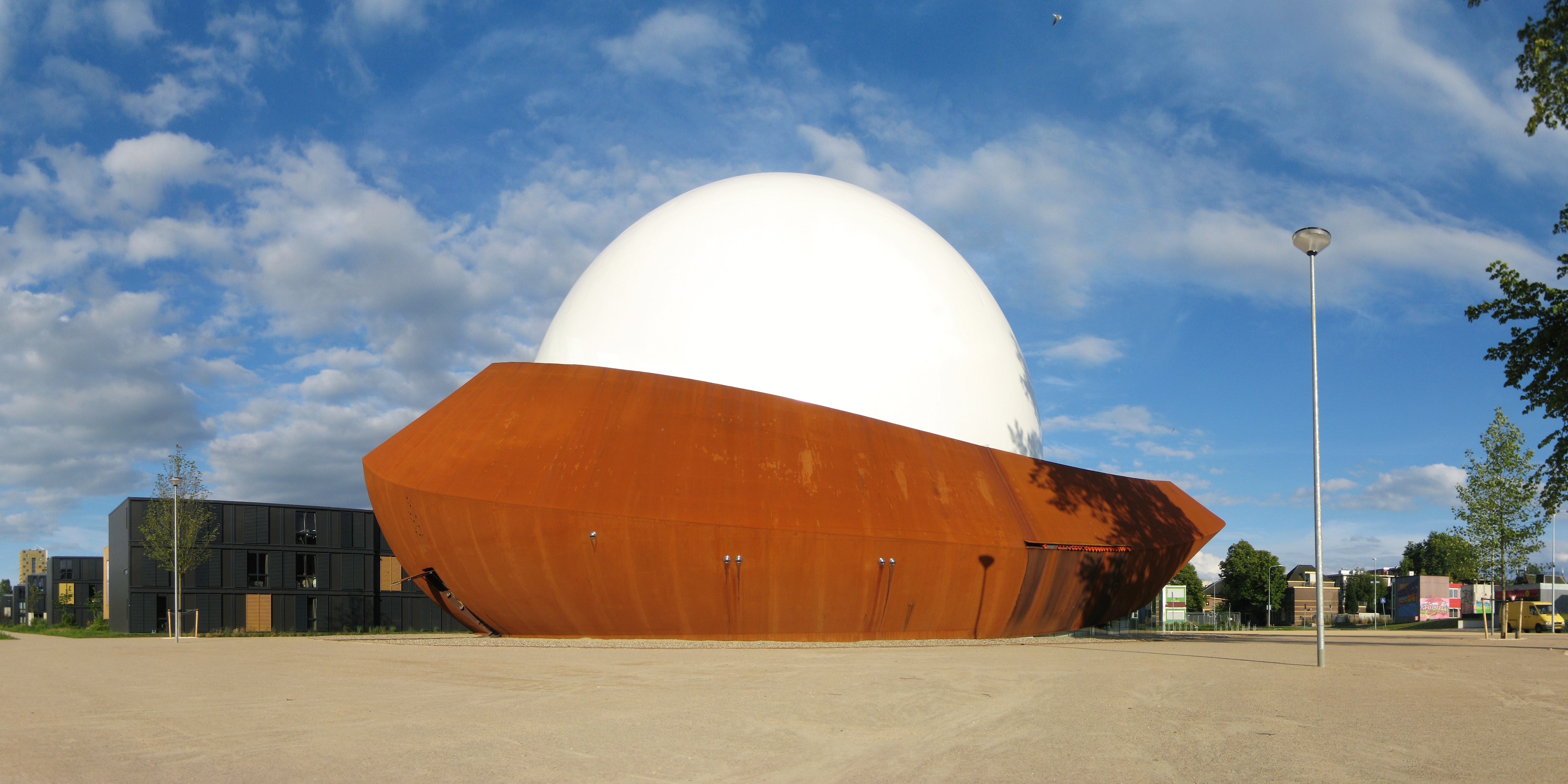
Het DOT in Groningen (2014)

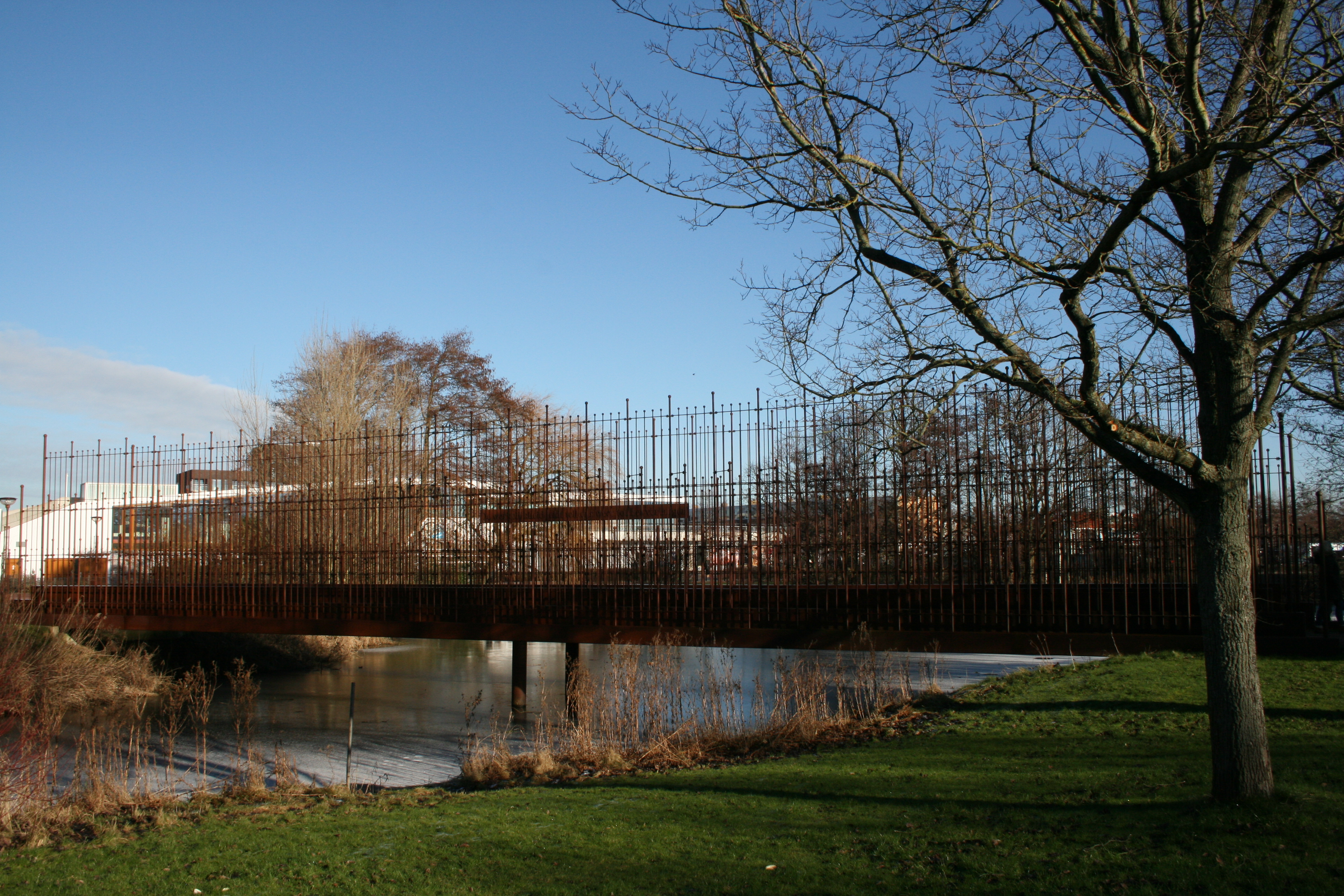
Een brug in Den Helder (2017)

Het meest in het oog springende voorbeeld van het gebruik van cortenstaal in de architectuur is de US Steel Tower in Pittsburgh, Pennsylvania/Verenigde Staten. De US Steel Tower is voltooid in 1970 en met zijn 256 meter (64 verdiepingen) de hoogste wolkenkrabber van Pittsburgh. De stalen constructie werd opzettelijk aan het weer blootgesteld om het corrosie-effect van het nieuwe materiaal cortenstaal te demonstreren.
Ook in de civiele techniek wordt weervast staal toegepast, onder andere in bruggen. De grootste brug is de New River Gorge Bridge in West Virginia uit 1977 met een hoofdoverspanning van 518 m. Het gebruik van cortenstaal in deze constructie bracht onder andere de uitdaging met zich om ervoor te zorgen dat de laspunten met hetzelfde tempo zouden verweren als de rest van het staal. Dat de brug niet geschilderd hoeft te worden, is een voordeel.
Langs de nieuwe boulevard van Scheveningen zijn vijf zogenoemde landmarks van cortenstaal geplaatst en een dienstengebouw, eveneens van cortenstaal.
In Zoetermeer is er sinds 2013 een fietsbrug over de Leidschendamseweg van cortenstaal. Het in 2014 voltooide DOT (vroeger Infoversum), een koepelbioscoop in de stad Groningen, is grotendeels uit cortenstaal vervaardigd. De buitengevel van BioWarmteCentrale de Purmer (2014) van Stadsverwarming Purmerend is ook grotendeels uit cortenstaal vervaardigd. 
In het Duinpark, een woonwijk in Den Helder, zijn alle straatlantaarns van cortenstaal, alsook twee bruggen. Dit naar een ontwerp van Rudi van de Wint, die ook meer dan een dozijn kunstwerken van cortenstaal in duinlandschap De Nollen heeft staan.
De Vlooybergtoren is een uitkijktoren en toeristische attractie in de Vlaams-Brabantse gemeente Tielt-Winge, vooral gekend van de televisieserie Callboys. Hij is opgebouwd uit een geraamte van gegalvaniseerd staal, bekleed met cortenstaal. De roestbruine kleur van het cortenstaal is een knipoog naar de ijzerhoudende zandsteen in de ondergrond.

## Kunst
Het grootste kunstwerk, in cortenstaal uitgevoerd, is Richard Serra's "The Matter of Time": een werk, bestaande uit acht sculpturen/installaties (totaal vijftig onderdelen). De complexe sculptuur is in 2005 vervaardigd bij Pickhan Group in Siegen (Duitsland) uit staal van Dillinger Hütte AG uit Dillingen (Duitsland) en wordt gedurende 25 jaar tentoongesteld in een speciaal daarvoor vrijgemaakte expositieruimte van het Guggenheim Museum in Spanje.

## Illustraties

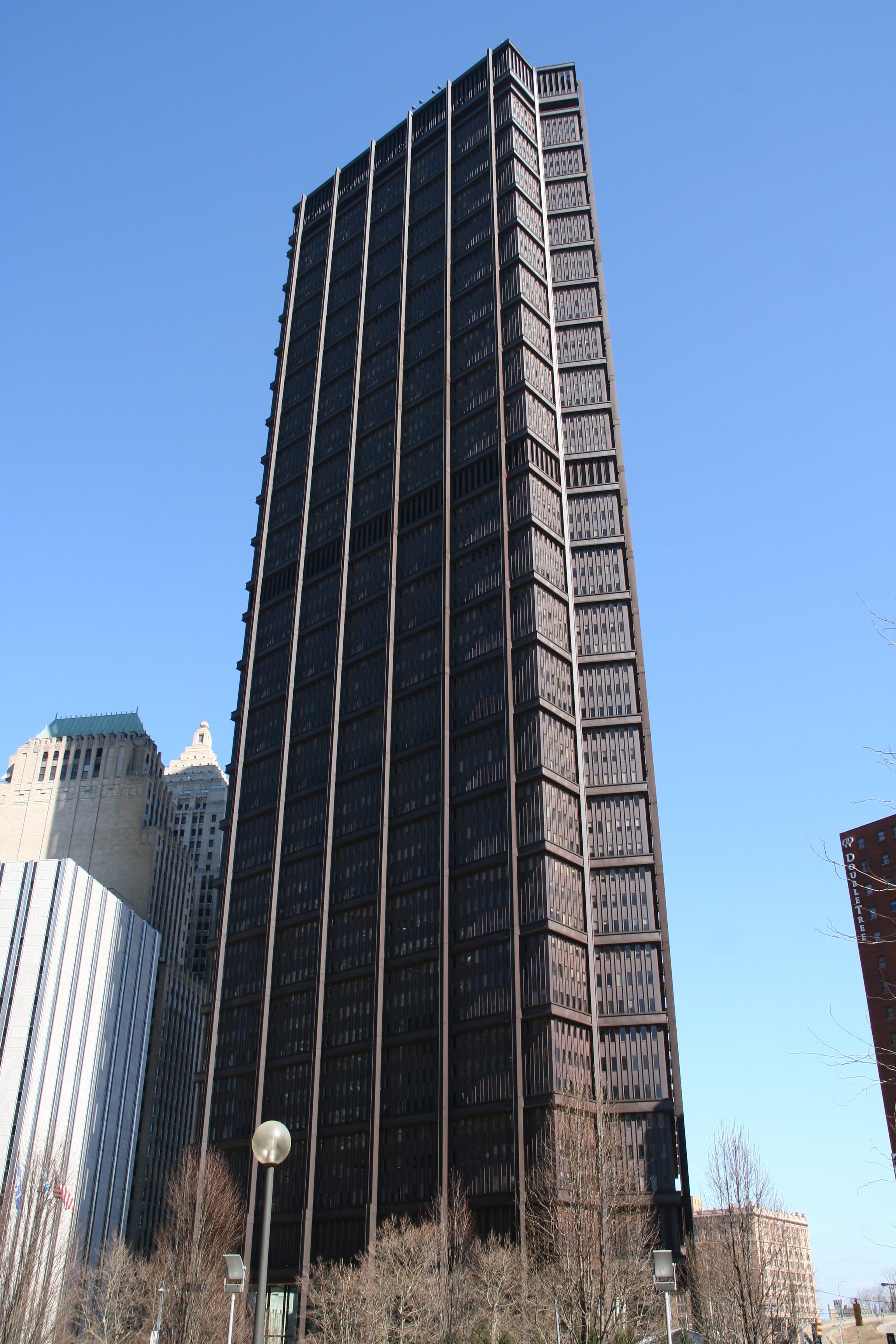
US Steel Tower in Pittsburgh, VS
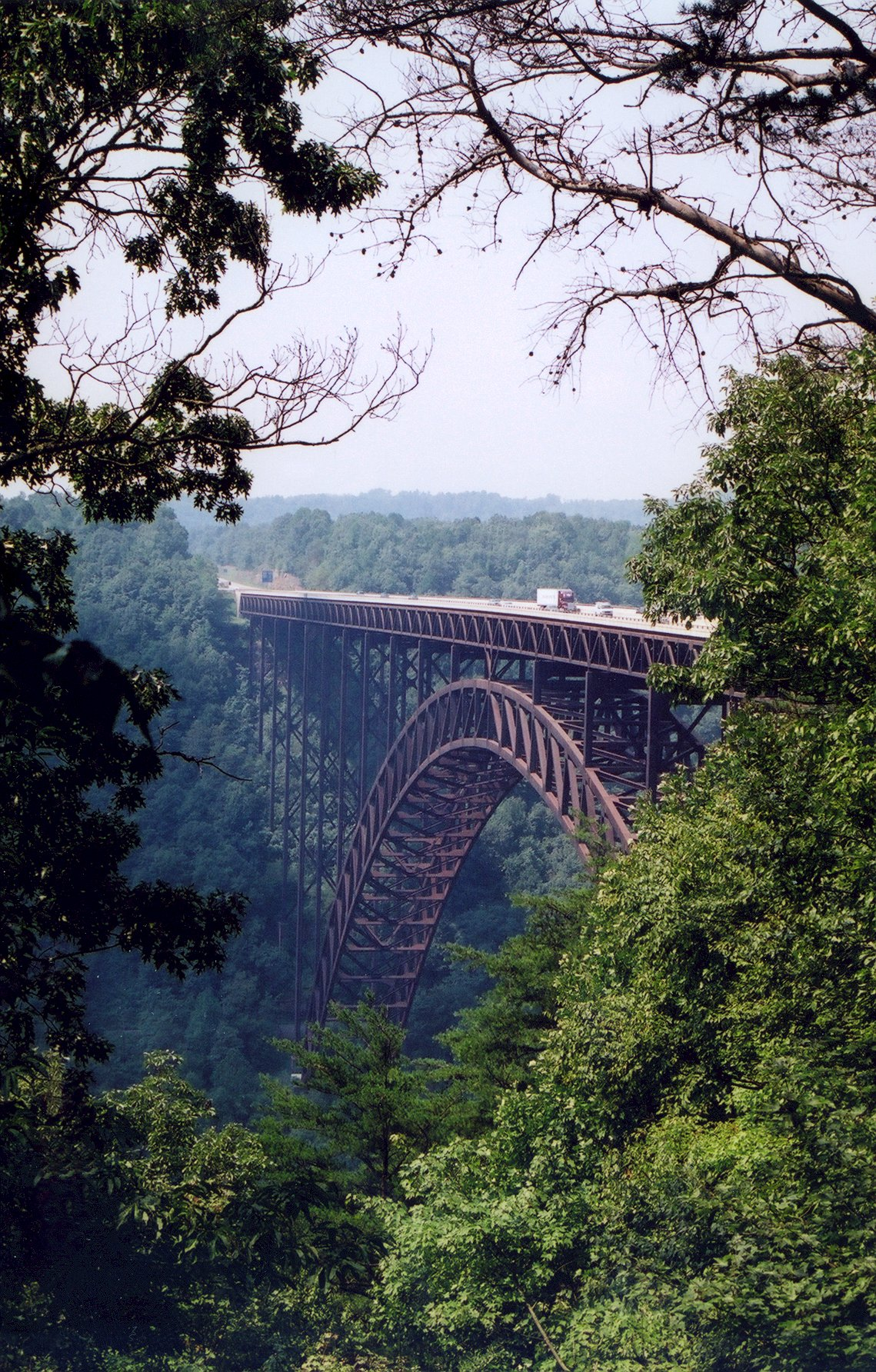
New River Gorge Bridge in West Virginia, VS
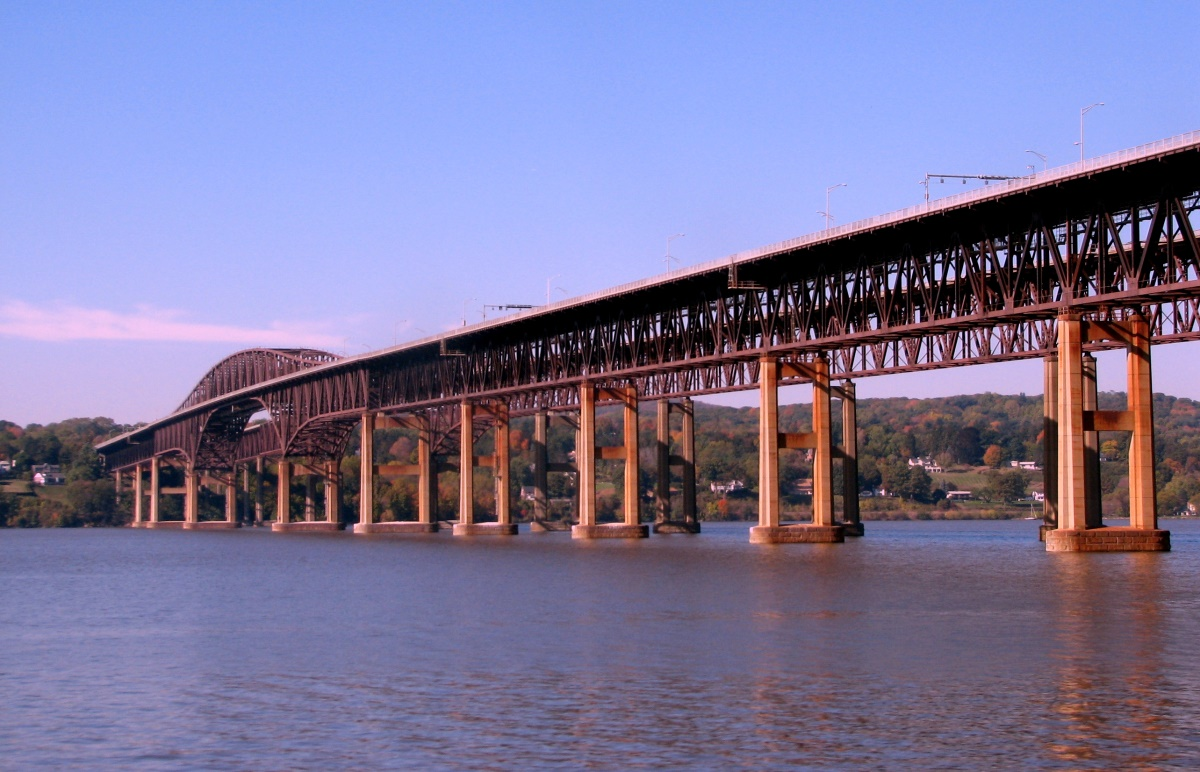
Newburgh-Beacon Bridge over de Hudson tussen Newburgh en Beacon, VS
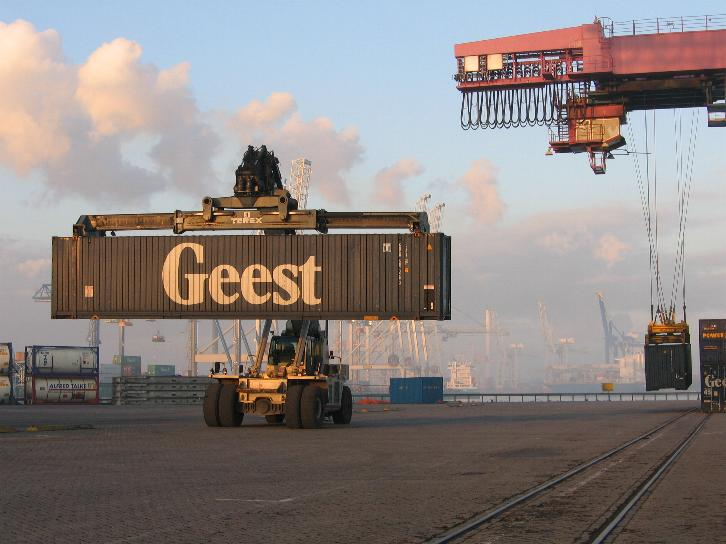
Container
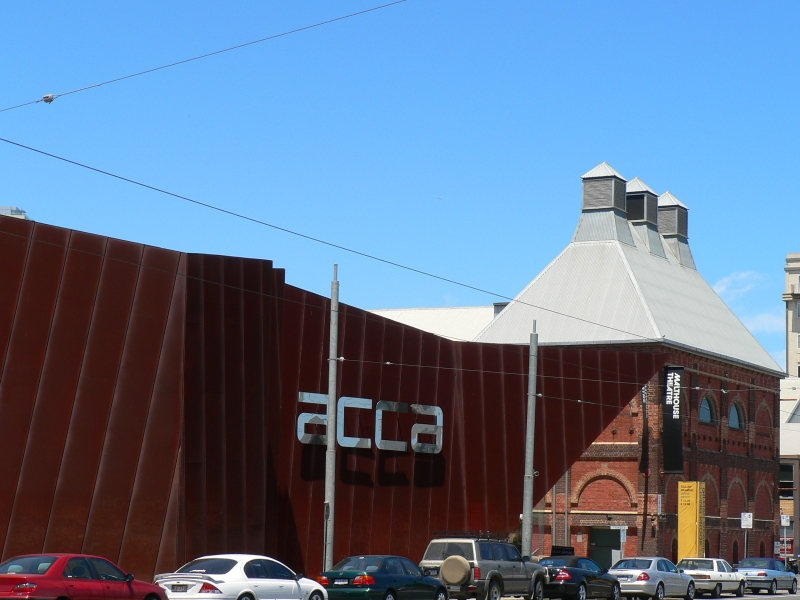
Australian Centre for Contemporary Art Southbank, Melbourne/Australië
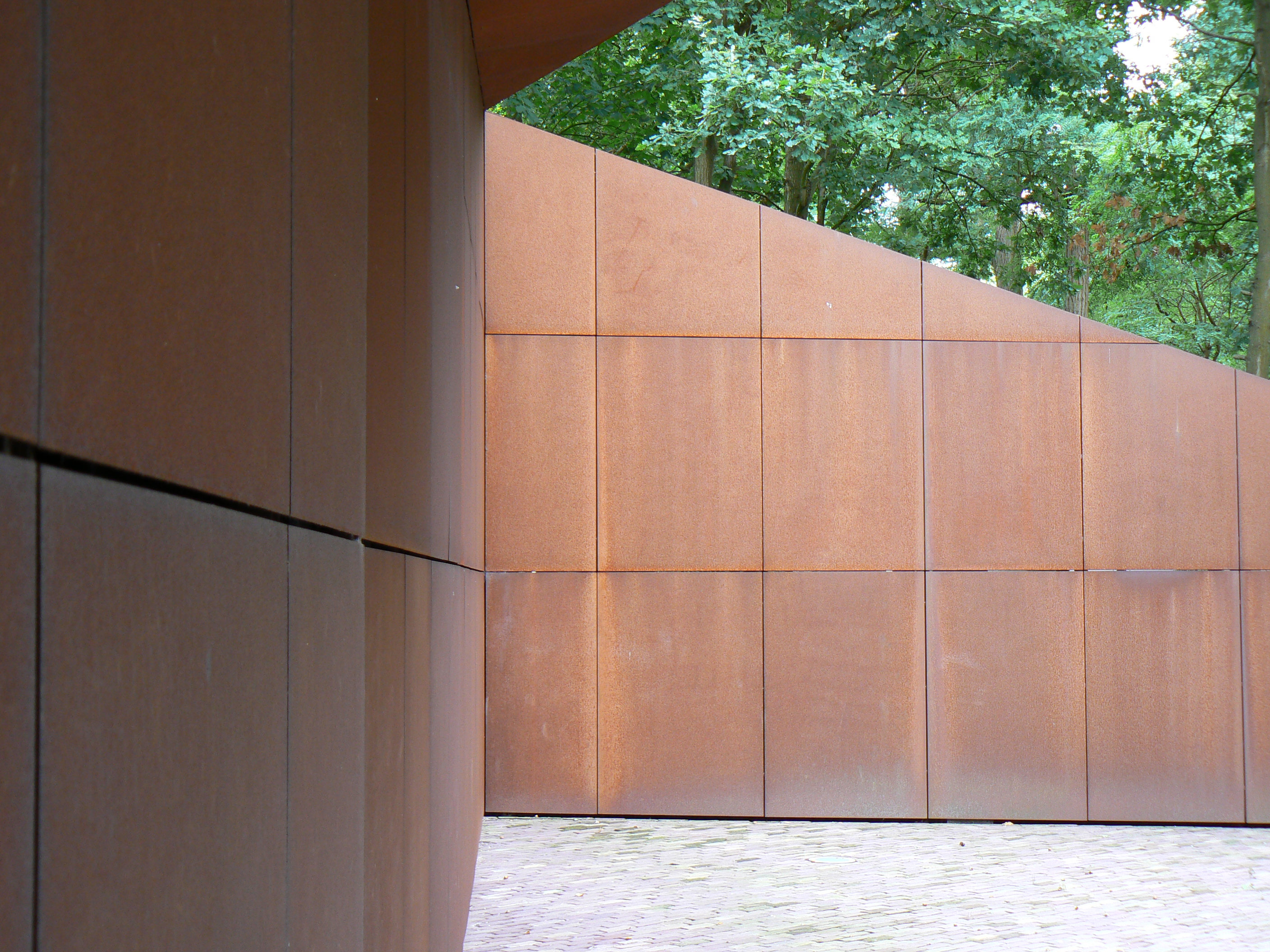
Informatiecentrum Kamp Amersfoort
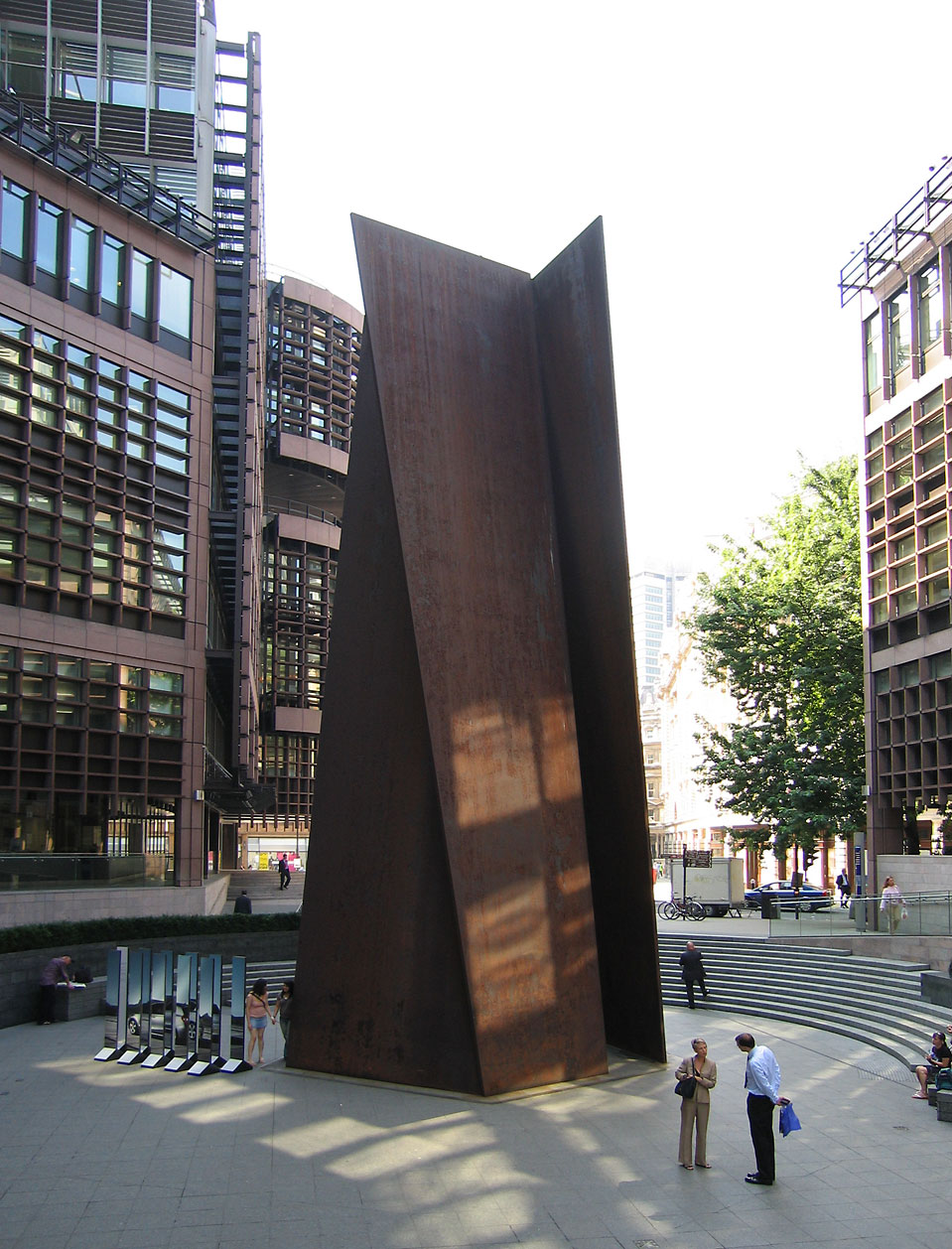
Fulcrum (1987) van Richard Serra in Londen/Engeland
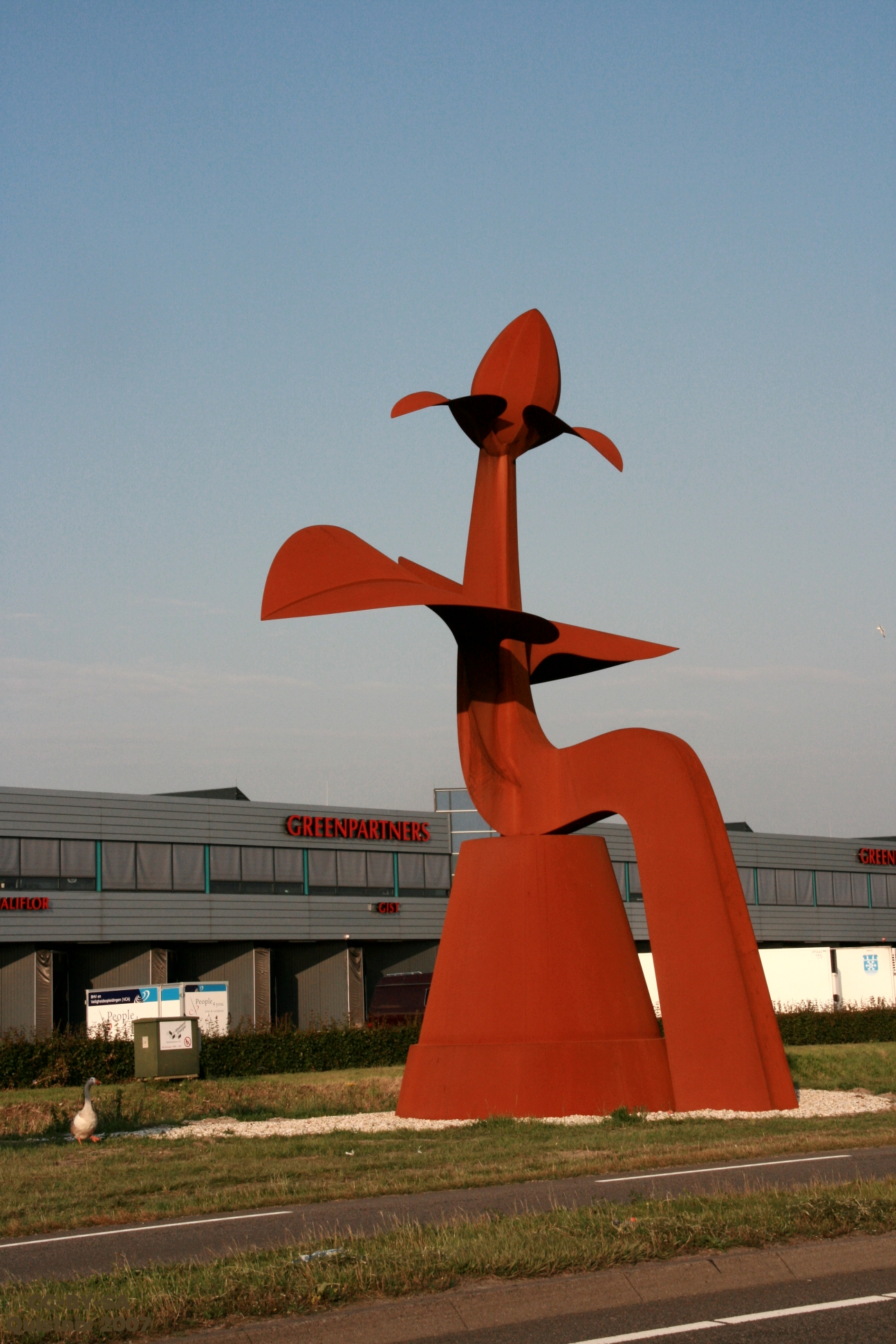
Zittende Engel op Omgekeerde Bloempot van Huub en Adelheid Kortekaas in Naaldwijk
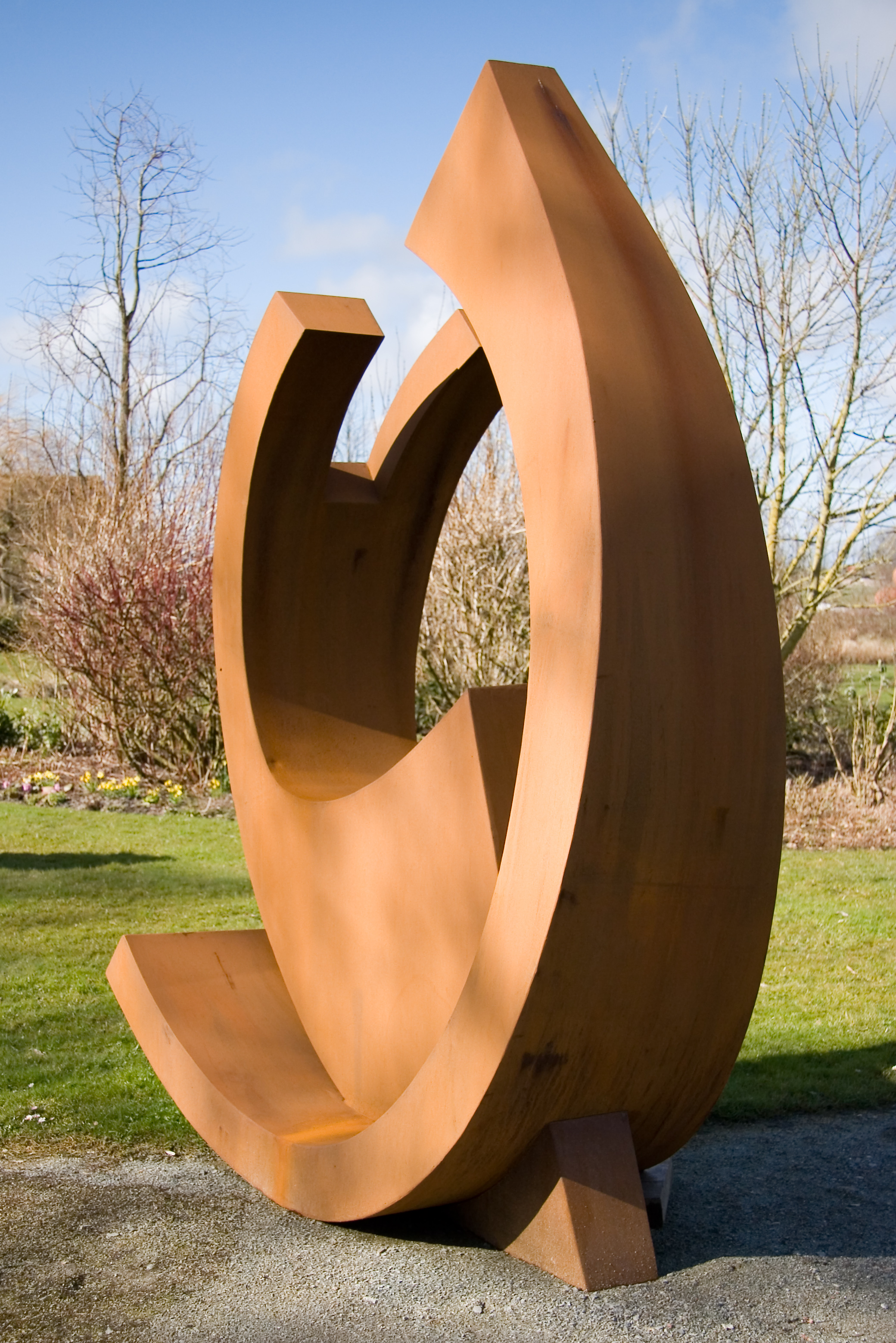
Scarlatti (2006) van Leonard Wübbena in Skulpturengarten Funnix (Wittmund)Nedersaksen, Duitsland
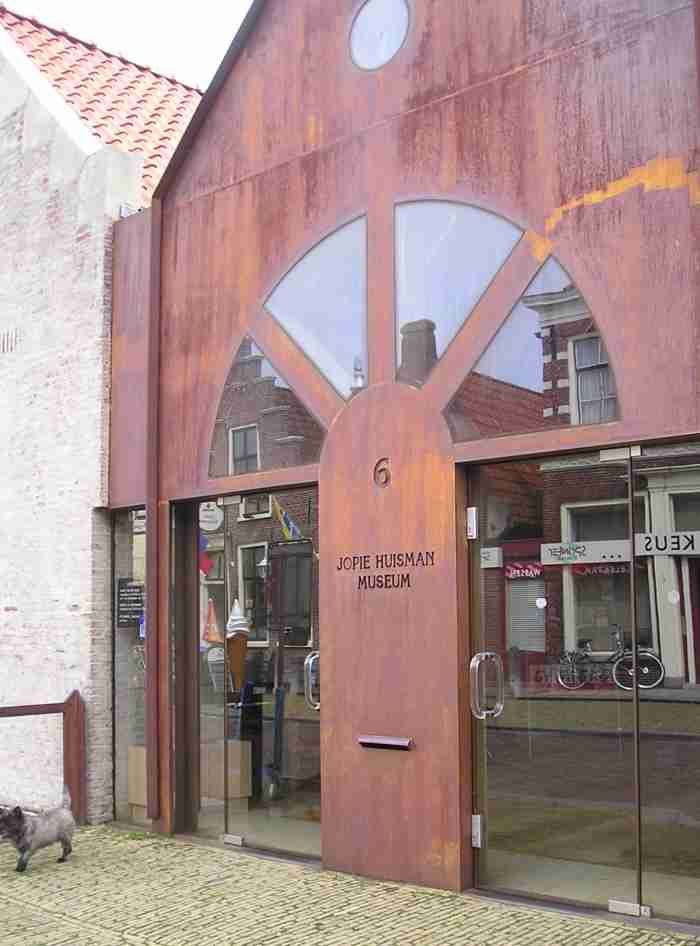
Voorgevel van Jopie Huisman Museum, Workum
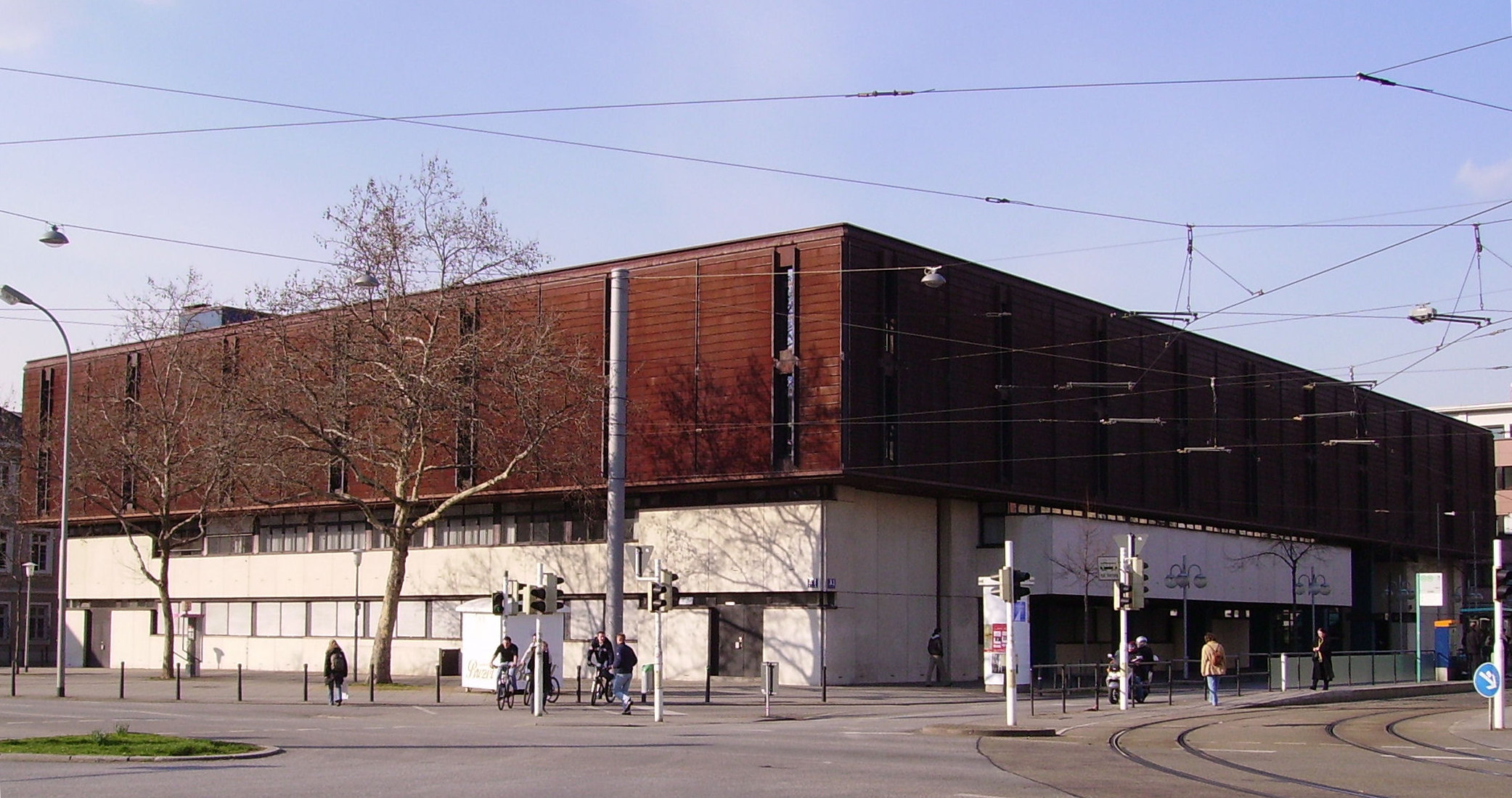
Landesgericht Mannheim, Duitsland
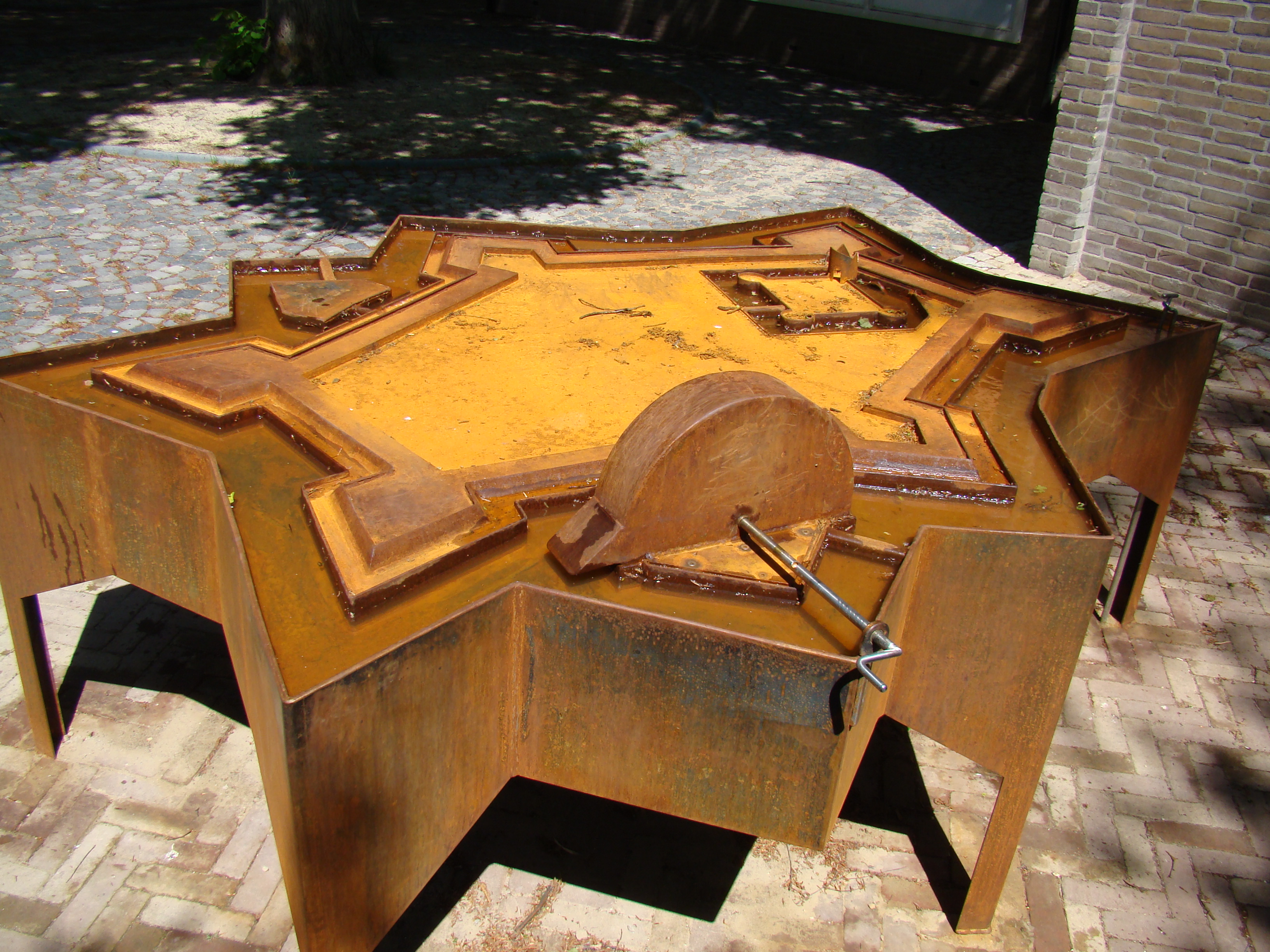
Maquette van vestingwerken (Bredevoort)
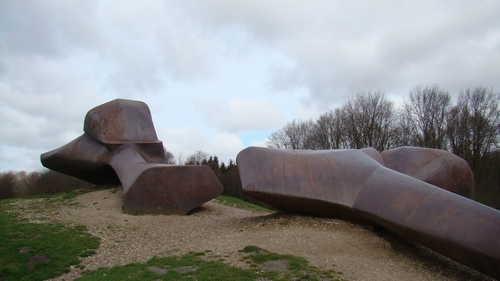
Groot landschap, een kunstwerk uit 1974 in het Sloterpark van de beeldhouwer Wessel Couzijn
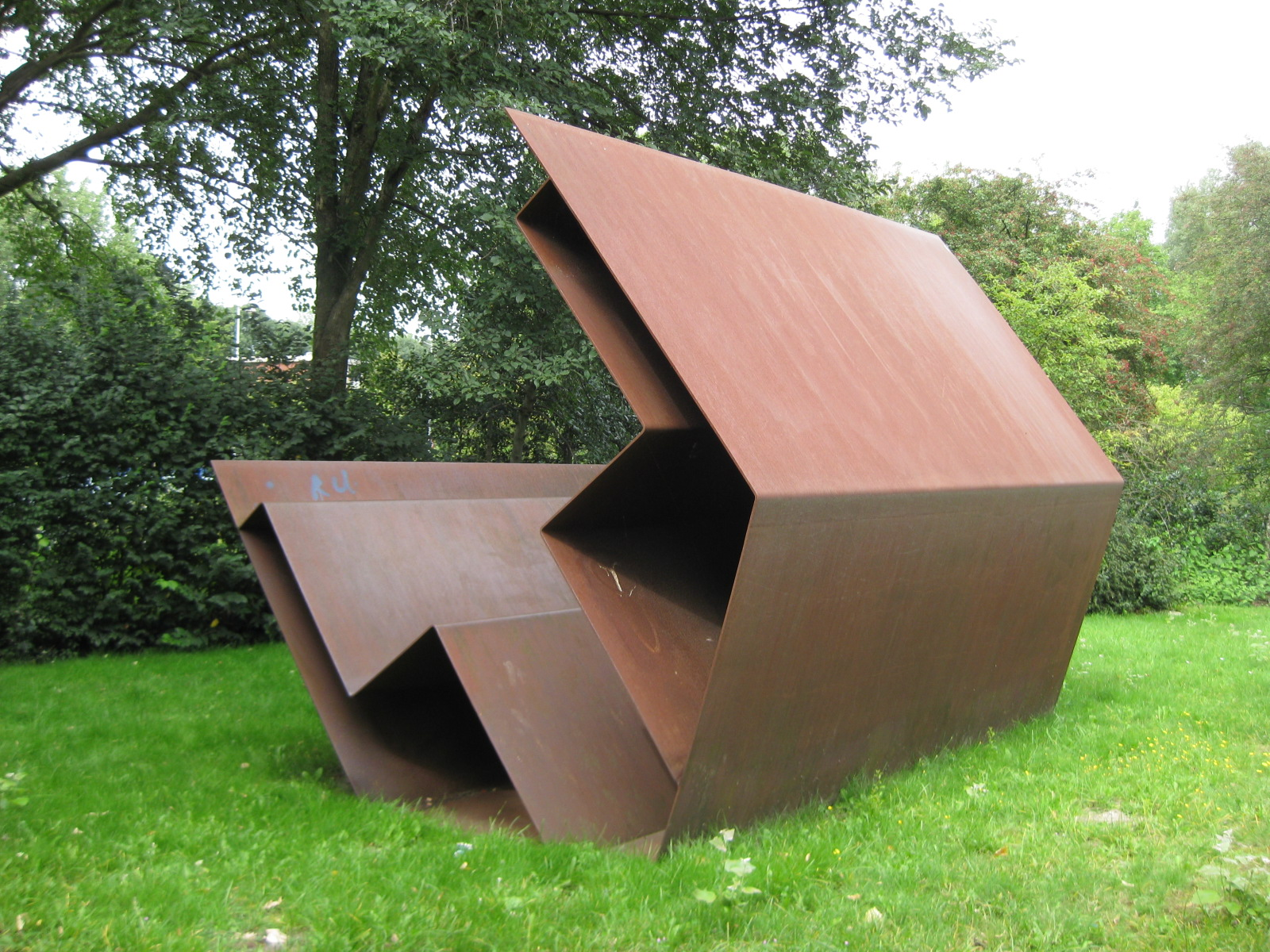
Zonder Tafel (1992) van Shlomo Schwarzberg in Amsterdam
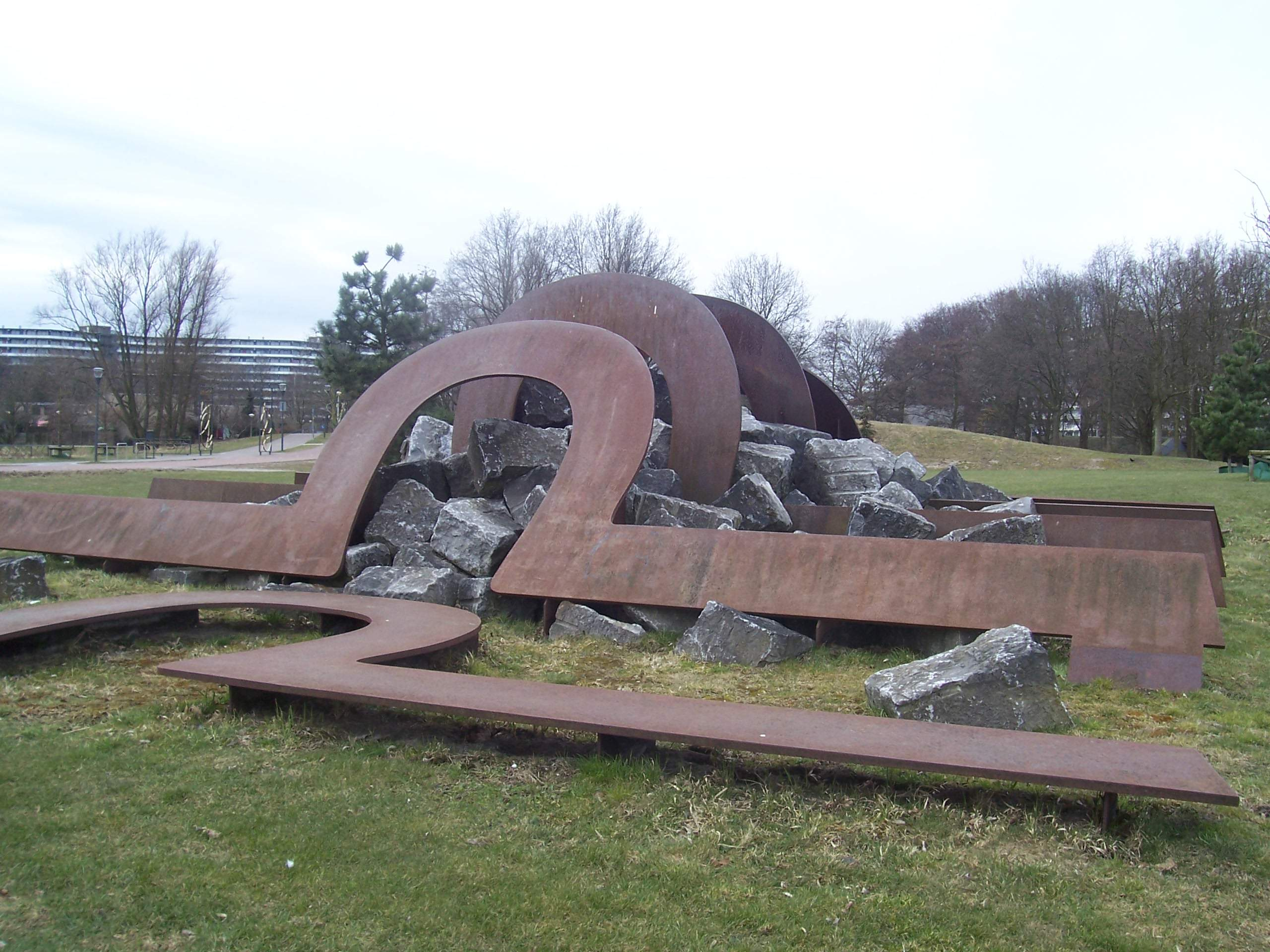
Natuurkracht, cortenstalen platen en grote stenen, Amsterdam-Zuidoost.
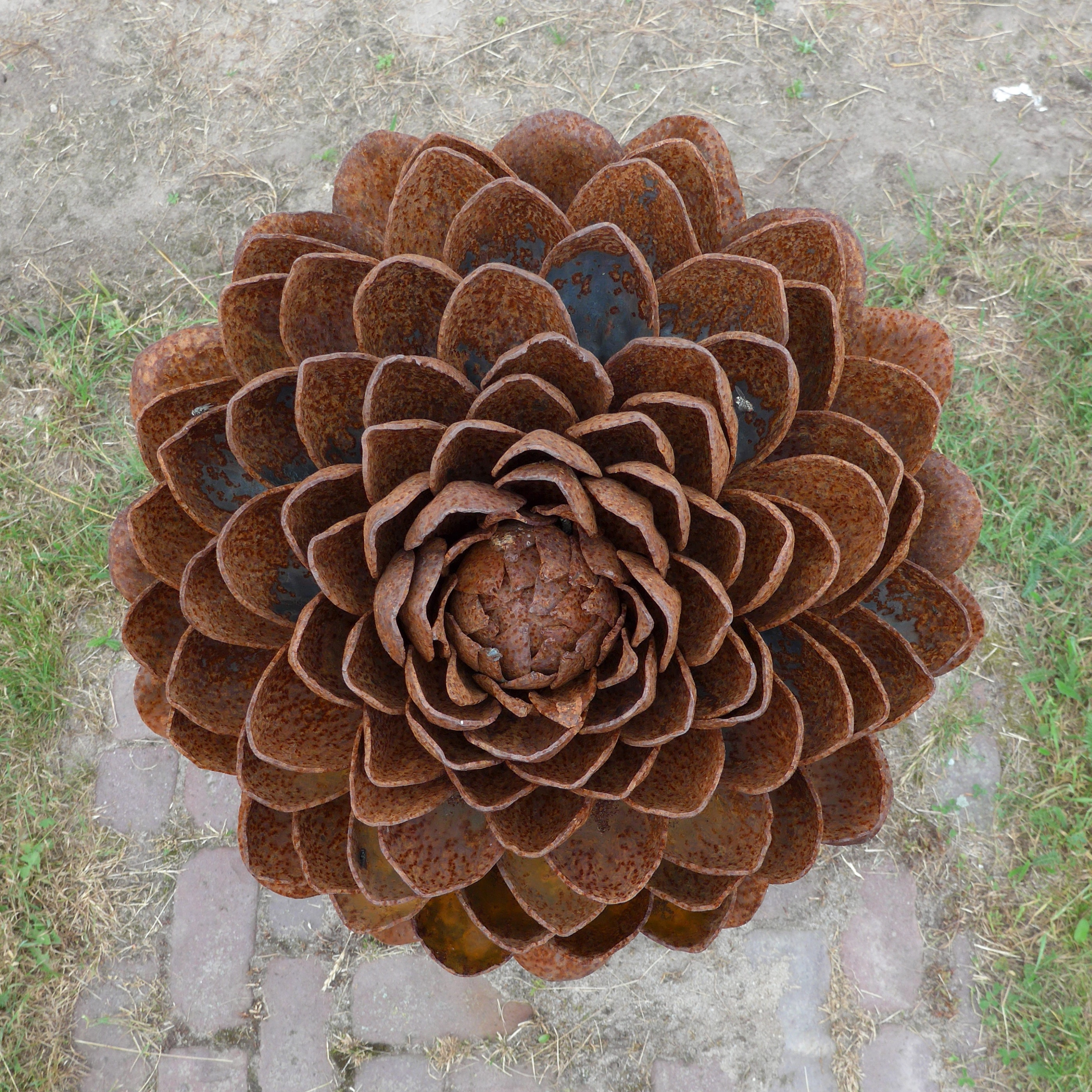
Kunstwerk (2010, Tim Vos) in Rekken
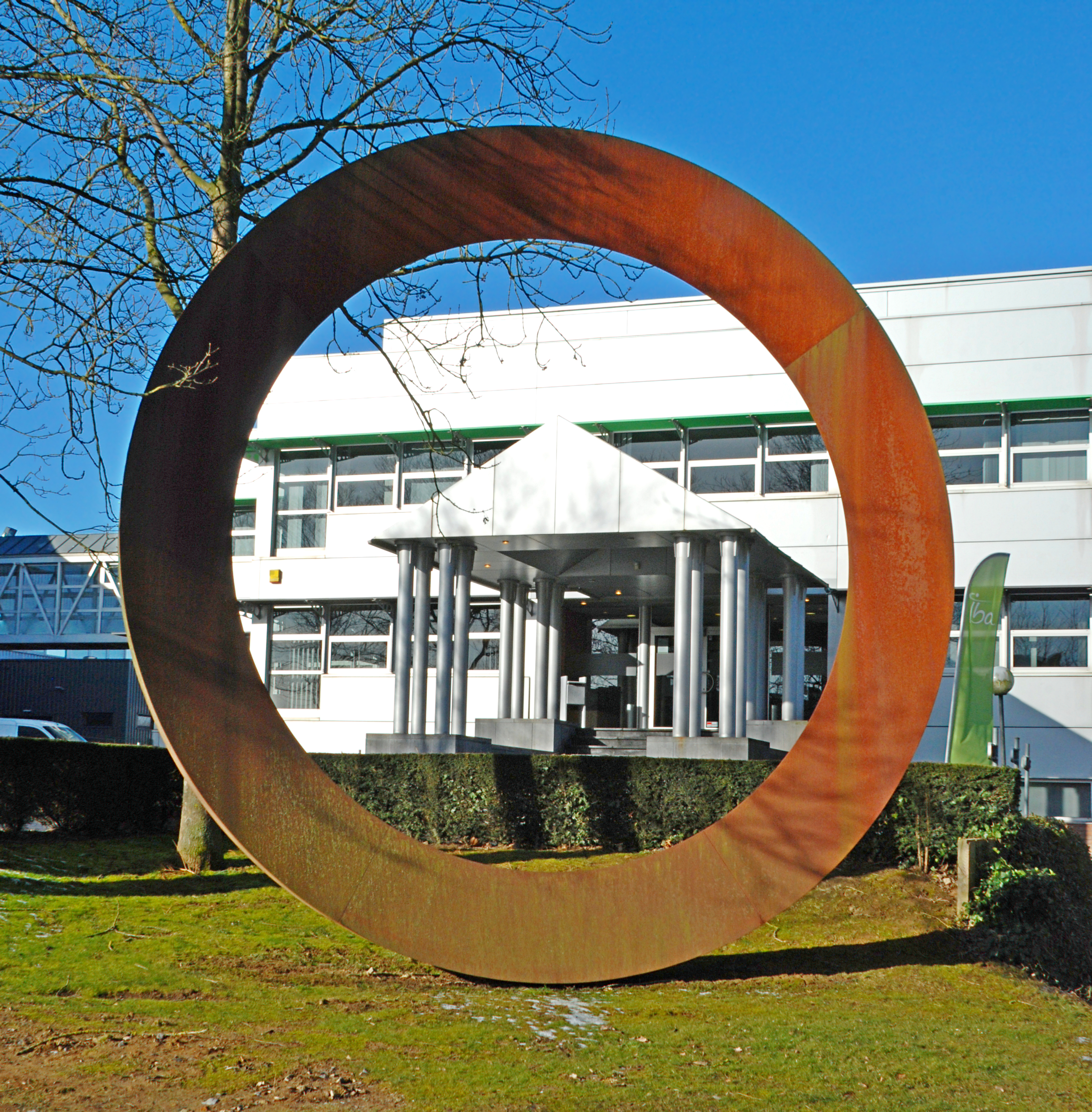
Anneau, Mauro Staccioli, Louvain-la-Neuve, België
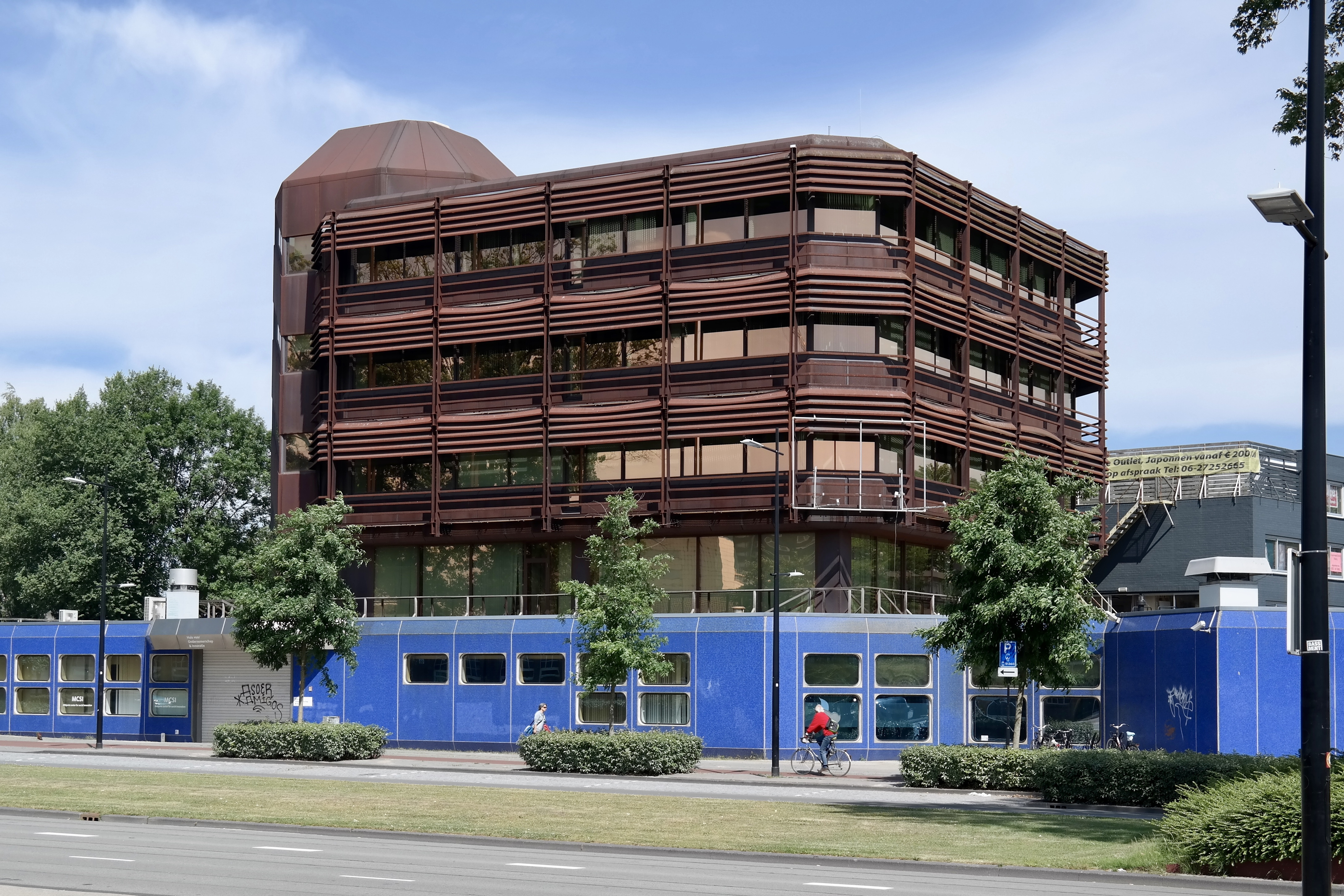
Het Blauwe Gebouw in Tilburg, een van de eerste bouwwerken uitgevoerd in cortenstaal in Nederland (gesloopt in 2023)